# Svarthakad sångare
Svarthakad sångare (Curruca ruppeli) är en tätting i familjen sylvior som förekommer i sydöstra Europa. Tillfälligt har den påträffats så långt norrut som till Finland och Danmark. IUCN kategoriserar den som livskraftig.

## Utseende och läte
Svarthakad sångare liknar den mer utbredda sammetshättan (Curruca melanocephala) i storlek och med sin grå rygg, blekgrå undersida, bruna ben och röda ögon. Den är dock slankare och har typiska vitkantade armpennor och tertialer. Hanen är omisskännlig med svart huvud och haka åtskilda av ett vitt mustaschstreck. Honans strupe är blek, huvudet är grått och den grå ryggen har en brun anstrykning. Jämfört med cypernsångaren saknar honan teckningar på undergumpen.

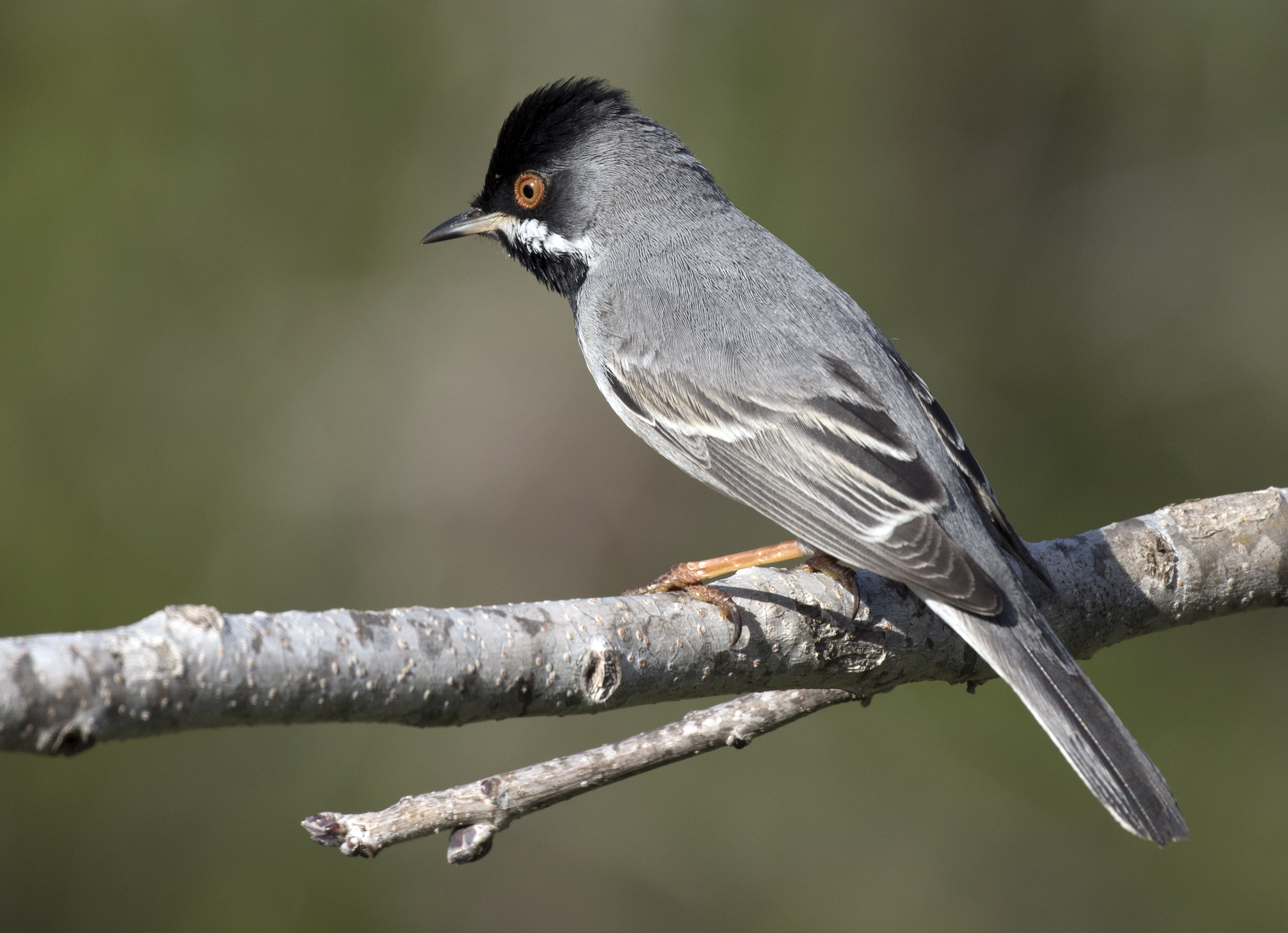

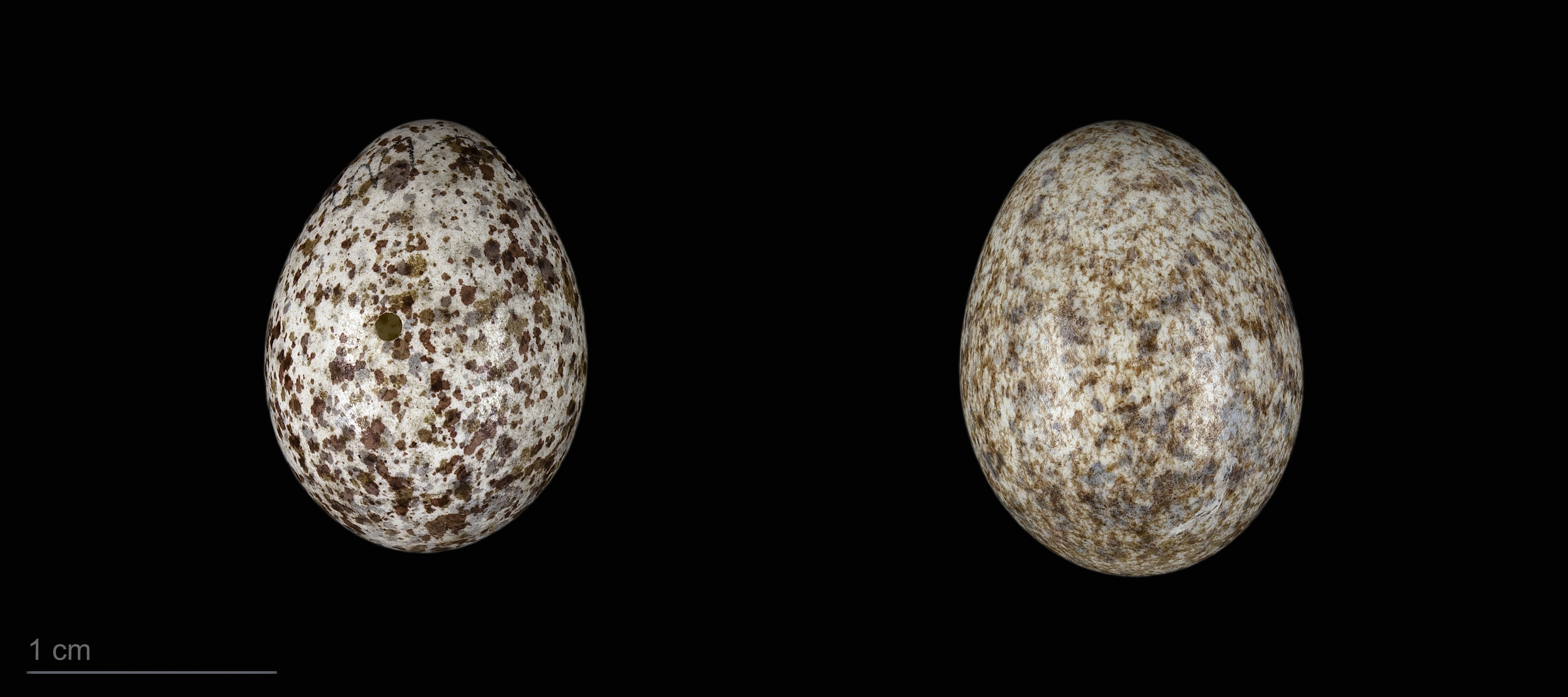
Curruca ruppeli

Locklätet liknar sammetshättan, men den varnar med en smattrande gråsparvslik ramsa. Sången är även den lik sammetshättan men är lägre i tonhöjd och studsande.

## Ekologi
Svarthakad sångare häckar i områden med täta törnbuskar med inslag av lägre träd på torra bergssluttningar. Liksom andra sångare lever den av insekter och andra ryggradslösa djur. Den lägger fyra till sex ägg i sitt bo. På häckplatsen är den skygg, förutom när hanen gör sångflykt på våren.

## Utbredning och systematik
Fågeln häckar i steniga sluttningar i östra Medelhavsområdet. Den övervintrar söder om Sahara i nordöstra Afrika. Arten är en mycket sällsynt gäst norr om häckningsområdet, med enstaka fynd i Finland, Danmark, Storbritannien, Färöarna och Spanien, men ej ännu i Sverige.

### Släktestillhörighet
Arten placeras traditionellt i släktet Sylvia. Genetiska studier visar dock att Sylvia består av två klader som skildes åt för hela 15 miljoner år sedan. Sedan 2020 delar BirdLife Sverige och tongivande internationella auktoriteten International Ornithological Congress (IOC) därför upp Sylvia i två skilda släkten, varvid svarthakad sångare förs till Curruca. Även eBird/Clements följde efter 2021. Svarthakad sångare är närmast släkt med cypernsångare, på lite längre håll sammetshätta och arterna i komplexet kring rödstrupig sångare.

## Status
Arten har ett stort utbredningsområde och internationella naturvårdsunionen IUCN kategoriserar arten som livskraftig. Beståndsutvecklingen är dock oklar.

## Namn
Fågelns vetenskapliga artnamn hedrar den tyske zoologen och upptäcktsresanden Eduard Rüppell (1794–1884). Det vetenskapliga namnet har tidigare stavats rueppelli, men det korrekta är ruppeli.